# Sojuz TMA-16
La Sojuz TMA-16 è una missione spaziale con equipaggio umano diretta verso la Stazione spaziale internazionale partita
il 30 settembre 2009 dal cosmodromo di Baikonur, con a bordo due membri dell'Expedition 21 e il turista spaziale Guy Laliberté.

## Voci correlate

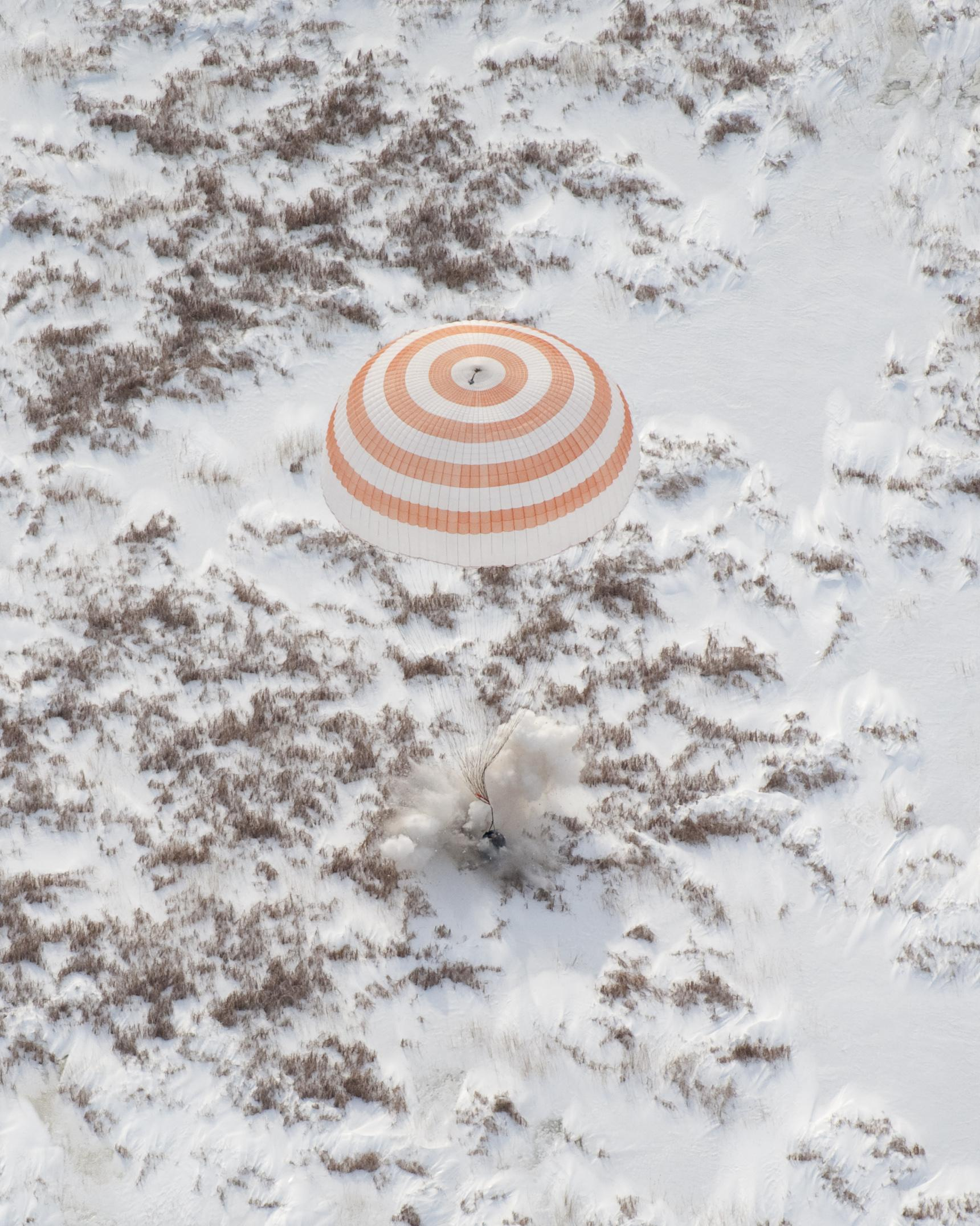
La Sojuz TMA-16 atterra vicino al paese di Arkalyk, in Kazakistan

## Equipaggio
| Ruolo                | Equipaggio al lancio                              | Equipaggio all'atterraggio                        |
| -------------------- | ------------------------------------------------- | ------------------------------------------------- |
| Comandante           | Maksim Suraev, Roscosmos Expedition 21 Primo volo | Maksim Suraev, Roscosmos Expedition 21 Primo volo |
| Ingegnere di volo 1  | Jeffrey Williams, NASA Expedition 21 Terzo volo   | Jeffrey Williams, NASA Expedition 21 Terzo volo   |
| Partecipante al volo | Guy Laliberté, SA Turista Primo volo              | —                                                 |

### Equipaggio di riserva

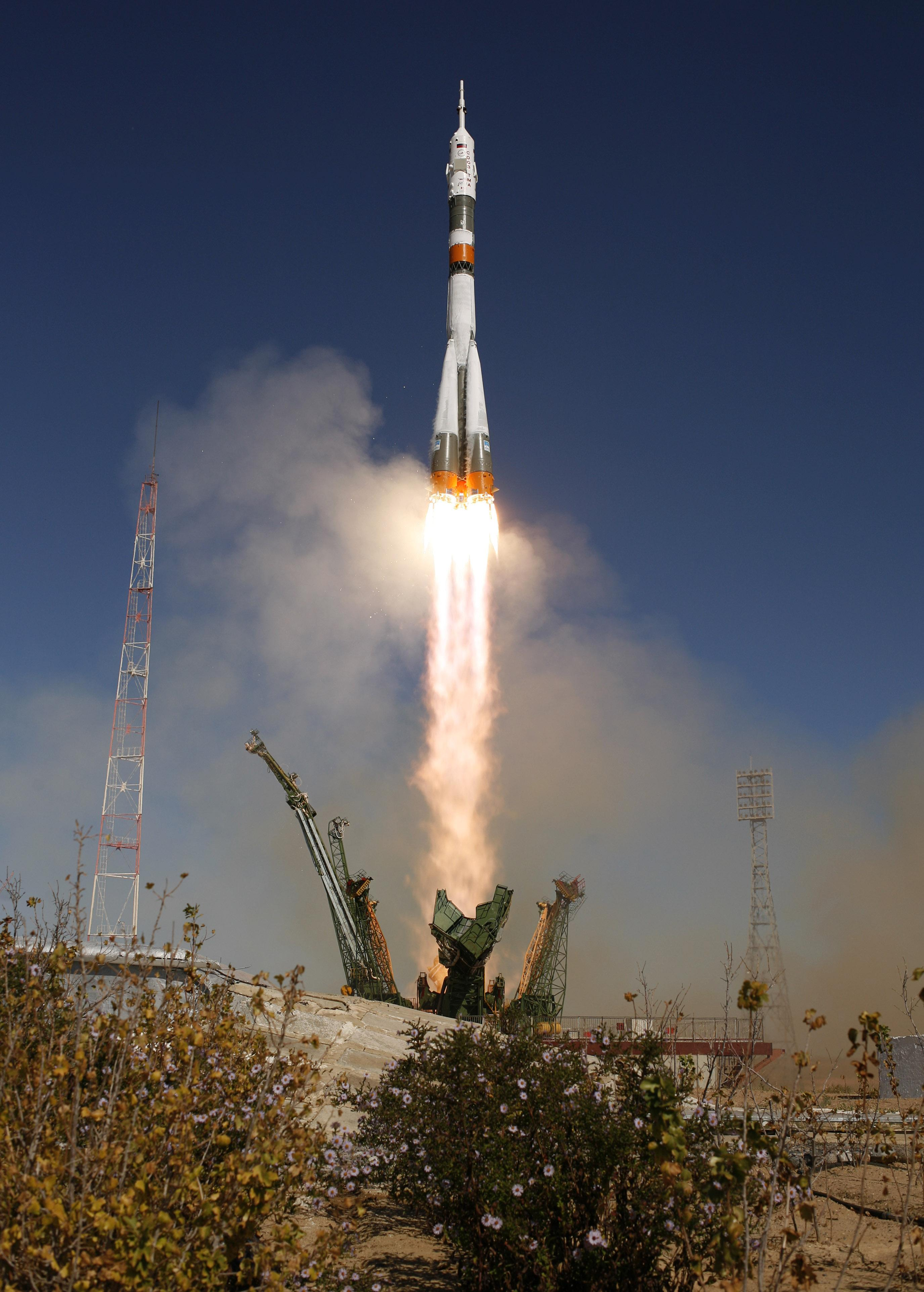
Il lancio della Sojuz TMA-16

| Ruolo                | Equipaggio                    | Equipaggio                    |
| -------------------- | ----------------------------- | ----------------------------- |
| Comandante           | Aleksandr Skvorcov, Roscosmos | Aleksandr Skvorcov, Roscosmos |
| Ingegnere di volo 1  | Shannon Walker, NASA          | Shannon Walker, NASA          |
| Partecipante al volo | Barbara Barrett, SA           | Barbara Barrett, SA           |